# Ceporinus
Jacobus Ceporinus, kurz Ceporinus  war der Humanistenname von Jakob Wiesendanger (* 1499 oder 1500 in Dinhard bei Winterthur; † 20. Dezember 1525 in Zürich). Er war Verfasser einer berühmten Kurzgrammatik der griechischen Sprache und Weggefährte von Ulrich Zwingli. Der Name Ceporinus wird hergeleitet von altgriechisch κηπωρός keporos, deutsch ‚Gartenaufseher‘, ‚Wiesenaufseher‘.

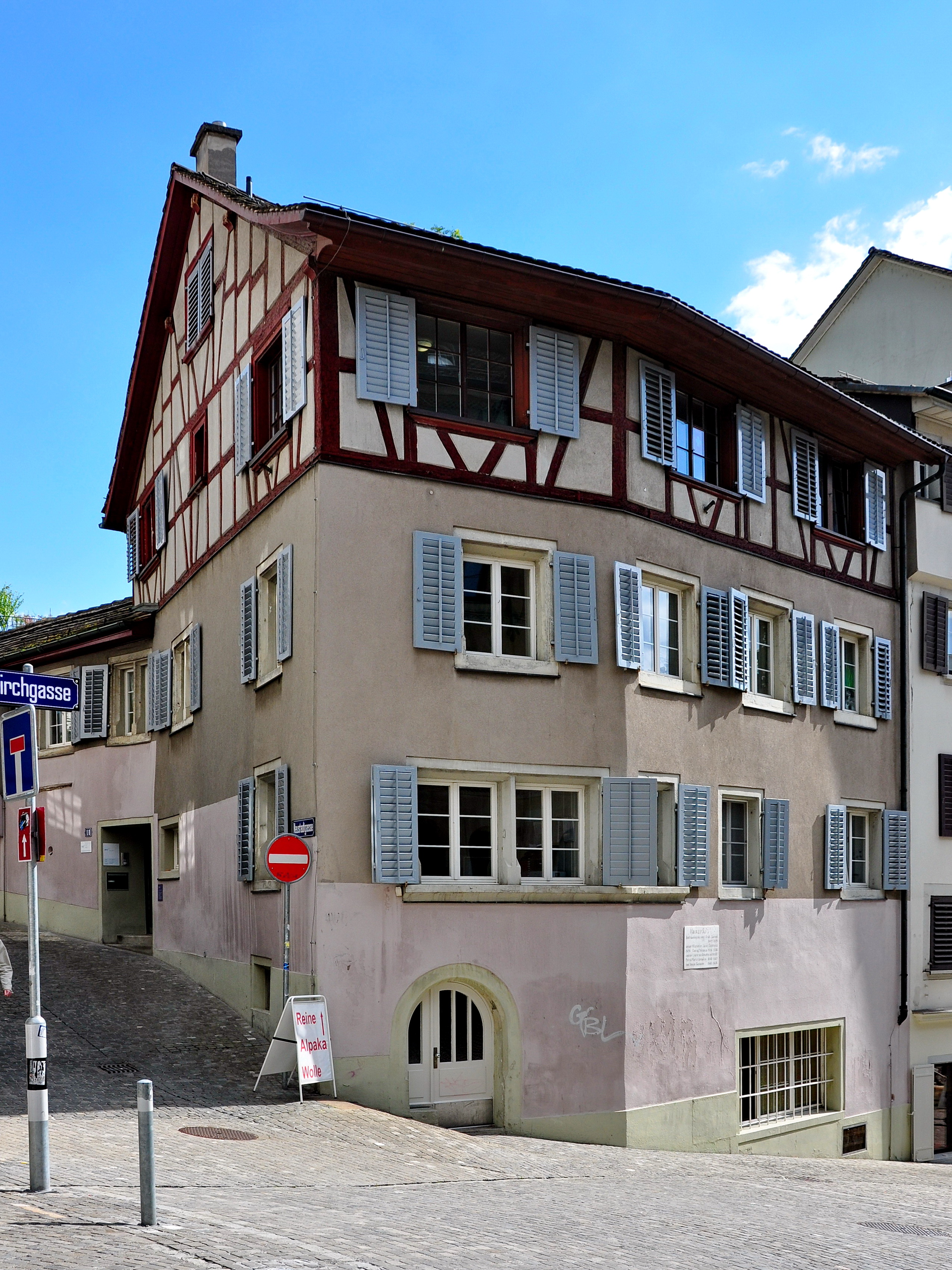
«Haus zur Sul»: Amtswohnung von Ulrich Zwingli (1522–1525) und seiner Mitarbeiter Ceporinus (1525), Konrad Pelikan (1526–1556) und der Lehrer am Grossmünsterstift, Petrus Martyr Vermilius (1556–1562) und Josias Simmler (1563–1576).

## Leben
Jakob Wiesendanger wurde 1499 oder wahrscheinlicher 1500, je nach Quelle, als Sohn eines reichen Bauern und Zieglers geboren. Seine erste Schulbildung erhielt er beim Dorfpfarrer. Nach der Lateinschule in Winterthur folgten 1518 bis 1520 Sprachstudien in Köln, Wien und ein Aufenthalt bei Johannes Reuchlin in Ingolstadt. 1520 bis 1524 war er bei Basler Buchdruckern tätig, wo er bekanntlich als Korrektor für griechische Drucke bei Cratander arbeitete. Er besass ausgezeichnete Kenntnisse in der griechischen und hebräischen Sprache, so dass er Ceporinus genannt wurde. 1522 bekam er in Zürich eine erste Lehrerstelle für Hebräisch und Griechisch. Um 1523 heiratete er Elsbeth Scherer, eine ehemalige Nonne aus dem Kloster Töss. Nur wenige Monate nach seiner Berufung im April 1525 zum Professor für Griechisch und Hebräisch an die Zürcher Prophezei, die Stelle, die er am 19. Juni antrat, verstarb er. Zwingli, der seinen Hebräischunterricht besucht hatte, meinte, dass sein früher Tod hauptsächlich auf Überarbeitung zurückzuführen sei.

## Schriften
Trotz seiner kurzen Lebenszeit konnte er mehrere Bücher veröffentlichen:
- Compendium grammaticae Graecae Jacobi Ceporini, 1522; 1526; Thomas Wolff, Basel 1532 (urn:nbn:de:hbz:061:1-9531) (Kurzgrammatik des Griechischen, die von ihm selbst zweimal überarbeitet und danach immer wieder nachgedruckt wurde; in der er auch auf die Verschiedenheit der griechischen Dialekte eingegangen ist; bis im 18. Jahrhundert in Zürcher Schulen in Gebrauch).
- Quo pacto ingenui adolescentes formandi sint, praeceptiones pauculae, 1523 (Übersetzung von Zwinglis Erziehungsschrift).
- Phainomena  des Aratos, die Weltbeschreibung des Dionysios Periegetes und die astronomische Schrift Sphaira  des Proklos, 1523.
- Novi Testamenti omnia (Neues Testament), mit einem Vorwort von Johannes Oekolampad, Basel 1524/1525.
- Pindars Epinikien, 1526, (erstmals nördlich der Alpen erschienen).